# Dimitri Desmyter
Dimitri Desmyter (1 april 1970) is een Vlaams cabaretier. 
Hij richt in 1998 de The Lunatic Comedy Club op in Gent, samen met Stef Vanpoucke, Raf Verdonck en Kurt Van Rossem.
In 2000 staat hij als de helft van het cabaretduo Loslopend Wild in de finales van Humo's Comedy Cup en Humorologie.
Vanaf 2003 staat hij met succes solo op de planken: hij wordt derde op Cameretten en haalt opnieuw de finale van Humo's Comedy Cup. 
Kort nadien stopt hij voor onbepaalde tijd met cabaret en legt zich toe op impro-comedy en het coachen van andere cabaretiers, onder wie; Henk Rijckaert en Tim Foncke.
Sinds 2008 staat hij opnieuw op de planken met try-outs van nieuw materiaal.